# Castell d'en Baró
El castell d'en Baró és un edifici de Vilobí del Penedès (Alt Penedès) inclòs a l'Inventari del Patrimoni Arquitectònic de Catalunya.

## Descripció
És un casal situat al punt més elevat del nucli urbà de Vilobí. És de grans dimensions i es compon de planta baixa, pis i golfes. Els murs són atalussats i amb contraforts, assentats directament sobre la penya. Té portal d'accés adovellat, i finestres amb ampits de pedra. La teulada és a dues vessants i a les cantoneres hi ha grans carreus de pedra.

## Història
El Castell d'en Baró és també conegut amb el nom de Teixidor. A la façana hi ha inscripcions amb dates del segle xvii.